# Повіт Хіґасі-Цуґару
Пові́т Хіґа́сі-Цуґа́ру (яп. 東津軽郡, ひがしつがるぐん, МФА: [çigaɕi̥ t͡sugaɾu guɴ]) — повіт в префектурі Аоморі, Японія.